# Deutsche Fußballmeisterschaft 1953/54
Deutscher Fußballmeister 1954 wurde Hannover 96. Sie gewannen den Titel durch einen 5:1-Sieg im Endspiel am 23. Mai 1954 über den Titelverteidiger 1. FC Kaiserslautern. Erwähnenswert ist, dass die Pfälzer die wichtigsten Spieler der deutschen Nationalmannschaft für die kurz darauf stattfindende Weltmeisterschaft stellten. Am 4. Juli 1954 gewannen die Spieler um Fritz Walter dann das Finale in Bern. Pokalsieger wurde der VfB Stuttgart.

## Teilnehmer an der Endrunde
| VfB Stuttgart        | → Meister der Oberliga Süd 1953/54        |
| Eintracht Frankfurt  | → Zweiter der Oberliga Süd 1953/54        |
| 1. FC Köln           | → Meister der Oberliga West 1953/54       |
| 1. FC Kaiserslautern | → Meister der Oberliga Südwest 1953/54    |
| Hannover 96          | → Meister der Oberliga Nord 1953/54       |
| Berliner SV 92       | → Meister der Vertragsliga Berlin 1953/54 |

## Vorrunde

### Gruppe 1
| Datum     |                | Ergebnis  |               |
| --------- | -------------- | --------- | ------------- |
| So 02.05. | Berliner SV 92 | 1:2 (0:1) | Hannover 96   |
| So 09.05. | Berliner SV 92 | 0:3 (0:1) | VfB Stuttgart |
| So 16.05. | VfB Stuttgart  | 1:3 (0:2) | Hannover 96   |

#### Abschlusstabelle
| Pl. | Verein         | Sp. | S | U | N | Tore    | Quote | Punkte |
| --- | -------------- | --- | - | - | - | ------- | ----- | ------ |
| 1.  | Hannover 96    | 2   | 2 | 0 | 0 | 005:200 | 2,50  | 04:0   |
| 2.  | VfB Stuttgart  | 2   | 1 | 0 | 1 | 004:300 | 1,33  | 02:20  |
| 3.  | Berliner SV 92 | 2   | 0 | 0 | 2 | 001:500 | 0,20  | 0:40   |

### Gruppe 2
| Datum     |                      | Ergebnis  |                     |
| --------- | -------------------- | --------- | ------------------- |
| So 02.05. | 1. FC Kaiserslautern | 1:0 (0:0) | Eintracht Frankfurt |
| Sa 08.05. | 1. FC Köln           | 3:2 (2:1) | Eintracht Frankfurt |
| So 16.05. | 1. FC Kaiserslautern | 4:3 (1:0) | 1. FC Köln          |

#### Abschlusstabelle
| Pl. | Verein               | Sp. | S | U | N | Tore    | Quote | Punkte |
| --- | -------------------- | --- | - | - | - | ------- | ----- | ------ |
| 1.  | 1. FC Kaiserslautern | 2   | 2 | 0 | 0 | 005:300 | 1,67  | 04:0   |
| 2.  | 1. FC Köln           | 2   | 1 | 0 | 1 | 006:600 | 1,00  | 02:20  |
| 3.  | Eintracht Frankfurt  | 2   | 0 | 0 | 2 | 002:400 | 0,50  | 0:40   |

## Finale
| Hannover 96                                         | Hannover 96 | 1. FC Kaiserslautern | 1. FC Kaiserslautern |
| --------------------------------------------------- | --- | --- | -------------------- |
| Hannover 96                                         | \| Sonntag, 23. Mai 1954 in Hamburg (Volksparkstadion) \| \| Ergebnis: 5:1 (1:1) \| \| Zuschauer: 76.000 \| \| Schiedsrichter: Emil Schmetzer (Mannheim) \|                                      | \| Sonntag, 23. Mai 1954 in Hamburg (Volksparkstadion) \| \| Ergebnis: 5:1 (1:1) \| \| Zuschauer: 76.000 \| \| Schiedsrichter: Emil Schmetzer (Mannheim) \|                                    | 1. FC Kaiserslautern |
| Hannover 96                                         | Hans Krämer – Helmut Geruschke, Hannes Kirk – Werner Müller, Heinz Bothe, Rolf Gehrcke – Heinz Wewetzer, Rolf Paetz, Hannes Tkotz, Klemens Zielinski, Helmut Kruhl Cheftrainer: Helmut Kronsbein | Willi Hölz; Werner Baßler, Werner Kohlmeyer; Horst Eckel, Werner Liebrich, Otto Render; Erwin Scheffler, Fritz Walter, Ottmar Walter, Willi Wenzel, Karl Wanger Cheftrainer: Richard Schneider | 1. FC Kaiserslautern |
| Hannover 96                                         | 1:1 Hans Tkotz (44.) 2:1 Werner Kohlmeyer (47., Eigentor) 3:1 Heinz Wewetzer (77.) 4:1 Helmut Kruhl (80.) 5:1 Rolf Paetz (86.)                                                                   | 0:1 Horst Eckel (13.) | 1. FC Kaiserslautern |
| Sonntag, 23. Mai 1954 in Hamburg (Volksparkstadion) | | |                      |
| Ergebnis: 5:1 (1:1)                                 | | |                      |
| Zuschauer: 76.000                                   | | |                      |
| Schiedsrichter: Emil Schmetzer (Mannheim)           | | |                      |